# 霍勒 (下萨克森)
霍勒是德国下萨克森州的一个市镇。总面积61.15平方公里，总人口7255人，其中男性3555人，女性3700人（2011年12月31日），人口密度119人/平方公里。